# Dexiomimops longipes
Dexiomimops longipes är en tvåvingeart som beskrevs av Townsend 1926. Dexiomimops longipes ingår i släktet Dexiomimops och familjen parasitflugor. Inga underarter finns listade i Catalogue of Life.